# USS Grayson (DD-435)
Эскадренный миноносец «Грэйсон» (англ. USS Grayson (DD-435)) — американский эсминец типа Gleaves.
Заложен на верфи Charleston Navy Yard, 17 июля 1939 года. Спущен 7 августа 1940 года, вступил в строй 14 февраля 1941 года. Выведен в резерв 4 февраля 1947 года.
Из ВМС США исключён 1 июля 1971 года. Продан 22 ноября 1972 года фирме «Southern Scrap Material Co., LTD.», Новый Орлеан и разобран на слом.